# Новоборовицы
Новоборовицы (укр. Новоборовиці) — село в Свердловском районе Луганской области. Находится под контролем самопровозглашённой Луганской Народной Республики

## Географическое положение
К югу от села проходит граница между Украиной и Россией. Соседние населённые пункты: сёла Любимое на западе, Верхнетузлово и Зеленополье на севере, Карпово-Крепенское на северо-востоке, Дарьино-Ермаковка и Астахово на востоке.

## История
В ходе Великой Отечественной войны селение находилось под немецкой оккупацией.
После провозглашения независимости Украины село оказалось на границе с Россией, здесь был оборудован пограничный переход, который находился в зоне ответственности Луганского пограничного отряда Восточного регионального управления ГПСУ.
По переписи 2001 года население составляло 816 человек.
После начала боевых действий на востоке Украины село находится под контролем самопровозглашённой Луганской Народной Республики.

## Объекты социальной инфраструктуры
- Государственное бюджетное образовательное учреждение основного общего образования «Новоборовицкая общеобразовательная школа»
- Дом культуры

## Местный совет
94870, Луганская обл., Свердловский городской совет, с. Новоборовицы, ул. Шевченко.

## Люди
В селе в бедной батрацкой семье родился видный советский организатор здравоохранения, ректор Тюменского медицинского института Александр Артемьевич Моисеенко.